# Muc'Ulja'
Muc'Ulja' är en ort i Mexiko.   Den ligger i kommunen Chilón och delstaten Chiapas, i den sydöstra delen av landet, 800 km öster om huvudstaden Mexico City. Muc'Ulja' ligger 756 meter över havet och antalet invånare är 345.
Terrängen runt Muc'Ulja' är kuperad österut, men västerut är den bergig. Runt Muc'Ulja' är det ganska tätbefolkat, med 54 invånare per kvadratkilometer. Närmaste större samhälle är Yajalón, 14,9 km väster om Muc'Ulja'. I omgivningarna runt Muc'Ulja' växer i huvudsak städsegrön lövskog.